# Nosatec žirafí
Nosatec žirafí (Trachelophorus giraffa) je endemický brouk z Madagaskaru. Za své druhové jméno vděčí prodloužené přední části těla.

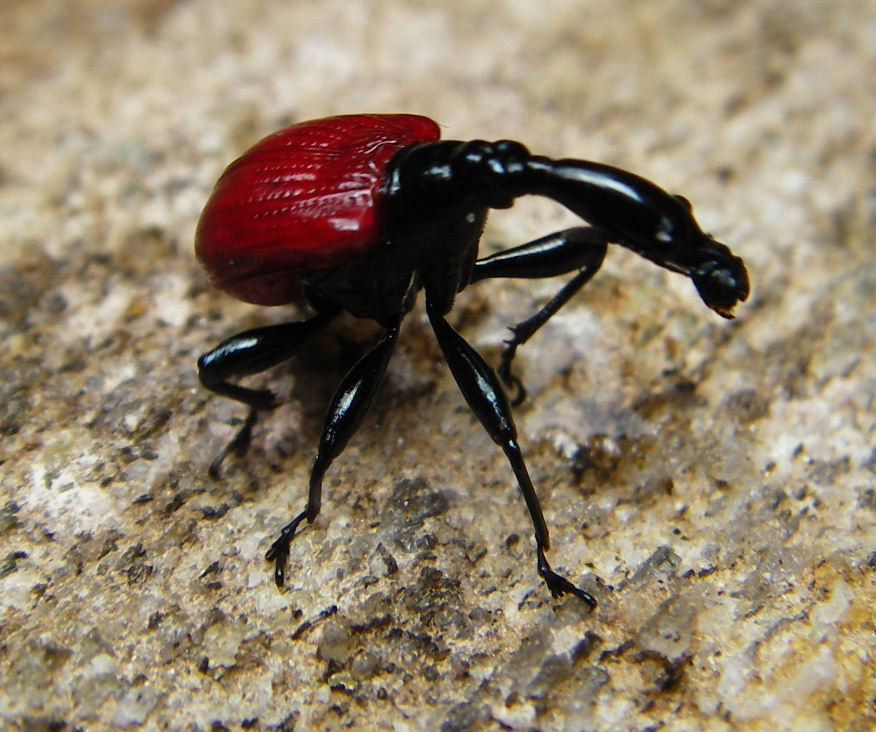
Samička

Sameček má délku až 25 mm. Délka hlavy s předohrudí (mezi hlavou a krovkami) je asi 18 mm, přičemž za asi 13 mm dlouhou předohrudí je kloub. Sameček má tuto část těla obvykle dvakrát až třikrát delší než samička a právě rozdílem v délce je dán pohlavní dimorfismus nosatce žirafího. Blanitá křídla samce i samičky kryjí výrazně červené lesklé krovky, zbytek těla je černý. Na krovkách jsou jemné prohlubně. Středně dlouhá tykadla jsou pilovitá.
Druh se řadí mezi nejdelší druhy čeledi zobonoskovitých. Prodloužení hlavy a předohrudi je adaptací, která slouží ke stavbě listového hnízda pro další generaci. Uplatňuje se i při boji samečků o samičku.
Když přijde čas rozmnožování, samec o samici bojuje. Oplodní ji a spolu s oplodněnou samičkou zavinou list hostitelské rostliny (Dichaetanthera cordifolia či Dichaetanthera arborea – stromy z čeledi melastomovitých). Aby šel list svinout, nakusují žilnatinu. Samička naklade jediné vajíčko do ruličky z listu a pokračují v zavíjení. Poté ruličku odstřihnou od zbytku listu a nechají spadnout na zem. Tam se z vajíčka vylíhne larva.
Vajíčko je zbarveno žlutě. Larva je nažloutlá a živí se listem, který byl zavinutý kolem vajíčka. Informace o kukle chybějí. Dospělci se stejně jako larvy živí listím hostitelských stromů. (Brouky spásanému stromu Dichaetanthera arborea se přezdívá strom žirafího brouka.) Dospělci žijí přibližně týden.
Na Madagaskaru je rozšířen zejména v lese Národního parku Ranomafana, tj. na jihovýchodě ostrova.

### Video
- Bizarre Giraffe-Necked Weevils Fight for a Mate – Madagascar, Preview – BBC Two. [Bizarní nosatci s žirafím krkem bojují o partnera …]. Narrated by David Attenborough.  4. 2. 2011 [cit. 23. 1. 2024]. Dostupné z: https://www.youtube.com/watch?v=CN-WjdA6uUo&ab_channel=BBC (anglicky)